# Forest Home (Nueva York)
Forest Home es un lugar designado por el censo ubicado en el condado de Tompkins en el estado estadounidense de Nueva York. En el año 2000 tenía una población de 941 habitantes y una densidad poblacional de 1,389.3 personas por km².

## Geografía
Forest Home se encuentra ubicado en las coordenadas 42°27′11″N 76°28′17″O / 42.45306, -76.47139.

## Demografía
Según la Oficina del Censo en 2000 los ingresos medios por hogar en la localidad eran de $23,345, y los ingresos medios por familia eran $30,759. Los hombres tenían unos ingresos medios de $23,092 frente a los $26,316 para las mujeres. La renta per cápita para la localidad era de $17,918. Alrededor del 22% de la población estaban por debajo del umbral de pobreza.